# Kinosternon sonoriense
Kinosternon sonoriense är en sköldpaddsart som beskrevs av  John Lawrence LeConte 1854. Kinosternon sonoriense ingår i släktet Kinosternon, och familjen slamsköldpaddor. IUCN kategoriserar arten globalt som nära hotad.

## Beskrivning
Honor når en längd av upp till 17,5 cm och hanar 15,5 cm. Honor når könsmogen ålder vid mellan 5 och 9 års ålder och hanar vid mellan 4 och 8 års ålder. I det vilda kan djuren bli uppemot 40 år gamla.

## Fortplantning
Honor kan lägga ägg upp till två gånger per år med i genomsnitt 6-7 ägg per kull. Ungar är mellan 2,5 och 2,7 cm stora när de kläcks och väger då mellan 1,8 och 3,3 gram.

## Underarter
Arten delas in i följande underarter:
- K. s. longifemorale
- K. s. sonoriense

## Utbredning
Arten finns vild i södra USA (Arizona, New Mexico) och norra Mexiko.

## Habitat
Arten föredrar små permanenta vattendrag som bäckar och diken med stenig eller sandig botten och akvatisk vegetation. Arten har hittats på höjder upp till ungefär 2000 meter över havet.

## Föda
Kinosternon sonoriense äter huvudsakligen animalisk föda som insekter sniglar och andra smådjur och vegetabilisk föda endast vid brist på animalisk föda.